# Sergio Celebrowski
Sergio Celebrowski o Sergio Celebrowsky (Badalona, 25 d'agost de 1926 - Carcassona, 9 de juny de 2007) va ser un ciclista català que fou professional entre 1948 i 1957. En el seu palmarès destaca una victòria d'etapa a la Volta a Catalunya del 1951. El 23 d'octubre de 1970 es nacionalitzà francès.

## Palmarès
- 1949
  - Campió d'Espanya en ruta, categoria independents
- 1951
  - Vencedor d'una etapa a la Volta a Catalunya